# Diplocysta
Diplocysta is een geslacht van wantsen uit de familie van de Tingidae (Netwantsen). Het geslacht werd voor het eerst wetenschappelijk beschreven door Horváth in 1925.

## Soorten
Het genus bevat de volgende soorten:

- Diplocysta bilobata Horváth, 1925
- Diplocysta globuliformis Hacker, 1928
- Diplocysta papuana Drake, 1960
- Diplocysta rustica Drake, 1960
- Diplocysta thaleia Drake & Ruhoff, 1965
- Diplocysta trilobata Drake & Poor, 1938